# Cornel Dinu
Cornel Dinu (* 2. August 1948 in Târgoviște, Kreis Dâmbovița) ist ein ehemaliger rumänischer Fußballspieler und -trainer. Er bestritt insgesamt 454 Spiele in der höchsten rumänischen Fußballliga, der Divizia A, und spielte dabei ausschließlich für Dinamo Bukarest. Außerdem nahm er an der Fußball-Weltmeisterschaft 1970 teil.

## Spielerkarriere

### Verein

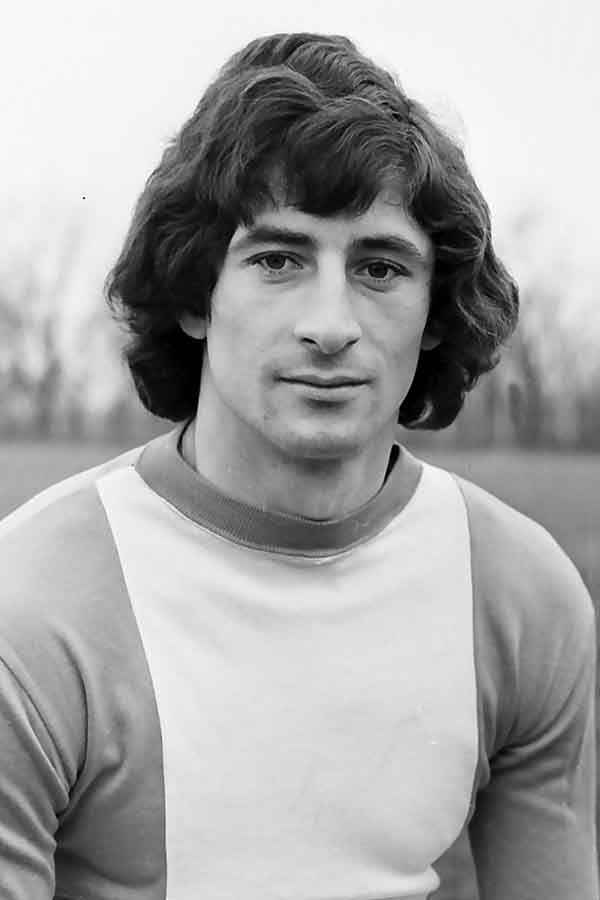
Cornel Dinu im Trikot von Dinamo Bukarest (1971)

Dinu begann mit dem Fußballspielen in seiner Heimatstadt Târgoviște bei Metalul. Schon mit 18 Jahren wechselte er zu einem rumänischen Spitzenklub und schloss sich Dinamo Bukarest an, dem er bis zum Ende seiner Karriere im Jahr 1983 treu blieb. Sein Debüt in der Divizia A gab er für Dinamo am 25. September 1966 gegen Steagul roșu Brașov. Bereits in seiner zweiten Spielzeit wurde er zum Stammspieler und Leistungsträger. Mit Dinamo wurde Dinu sechsmal rumänischer Meister und zweimal rumänischer Pokalsieger. Er bestritt für den Verein 33 Europapokalspiele, in denen er drei Tore erzielte. Sein abgeschlossenes Jurastudium brachte ihm schon in seiner aktiven Karriere den Spitznamen Procurorul (deutsch: der Staatsanwalt) ein.

### Nationalmannschaft
Seinen ersten Einsatz hatte Dinu in der rumänischen Nationalmannschaft am 1. Mai 1968 gegen Österreich. Dinu absolvierte 75 Länderspiele und erzielte dabei sieben Tore. Da sieben dieser Spiele, in denen er zwei Tore geschossen hatte, im Rahmen der Olympischen Spiele stattfanden, wurden sie im Jahr 1999 von der FIFA nachträglich aus der Länderspielbilanz Rumäniens entfernt, so dass die korrigierte Bilanz nun 68 Spiele und 5 Tore lautet. Er nahm an der Fußball-Weltmeisterschaft 1970 in Mexiko teil und kam in allen drei Spielen über die volle Distanz zum Einsatz. 1979 löste er Mircea Lucescu als rumänischer Rekordnationalspieler ab und blieb dies bis 1984, als er von László Bölöni überholt wurde. Des Weiteren bestritt Dinu 5 Länderspiele für die rumänische U23-Fußballnationalmannschaft.

## Trainerkarriere
Nach dem Ende seiner aktiven Laufbahn im Jahr 1983 wurde Dinu zunächst Co-Trainer von Dinamo Bukarest unter Nicolae Nicușor Dumitru. Im September 1984 übernahm er die Mannschaft als Cheftrainer, wurde im April 1985 aber bereits wieder entlassen. Daraufhin kehrte er in seine Heimatstadt zurück und übernahm den dortigen Klub CS Târgoviște in der Divizia B. Anschließend betreute er Metalul Bukarest in der Divizia C. In der Saison 1987/88 trainierte er mit AS Armata Târgu Mureș einen Wiederaufsteiger in die Divizia A. Am Ende der Spielzeit wechselte er zu Oțelul Galați, das sich für den UEFA-Cup qualifiziert hatte. Mit Dinu als Trainer gelang Oțelul dort am 7. September 1988 der größte Erfolg der bisherigen Vereinsgeschichte: ein 1:0-Heimsieg gegen Juventus Turin, der das Ausscheiden in der 1. Runde jedoch nicht verhindern konnte. Ab diesem Sieg ging es mit dem Verein jedoch bergab und Dinu wurde noch am Ende desselben Monats nach sechs Niederlagen in Folge entlassen. In der Rückrunde der Saison 1988/89 übernahm er Universitatea Cluj, wo er im Oktober 1989 aufhörte. Es ist unklar, ob er in der Winterpause Trainer von FC Olt Scornicești wurde, da der Verein genau zu diesem Zeitpunkt zwangsaufgelöst wurde. 1990 wurde er Staatssekretär im rumänischen Sport- und Jugendministerium und leitete im Sommer desselben Jahres die Neuwahlen im rumänischen Fußballverband.
Am 8. April 1992 kehrte Dinu als Trainer zurück und löste Mircea Rădulescu als rumänischer Nationaltrainer ab. Als das Ziel, die Qualifikation zur Fußball-Weltmeisterschaft 1994 gefährdet war, wurde er aber bereits im Sommer 1993 von Anghel Iordănescu abgelöst, der die Qualifikation sicherte. Anschließend arbeitete er als Manager für FC Național Bukarest, kehrte jedoch im Jahr 1996 zu Dinamo Bukarest zurück und übernahm das Amt des Präsidenten. Nach der Entlassung von Marian Bondrea sprang er von November bis Dezember 1996 bei zwei Meisterschaftsspielen als Interimstrainer für Dinamo ein.
Bereits im April 1998 wurde Dinu erneut Trainer von Dinamo Bukarest, als er Viorel Hizo ablöste. Mit Dinamo gewann er im Jahr 2000 die rumänische Meisterschaft sowie 2000 und 2001 den Pokal. Bereits im September 2001 wurde er entlassen und durch Marin Ion ersetzt. Von Oktober 2002 bis März 2003 sprang er erneut als Trainer ein, ehe Ioan Andone Dinamo übernahm. Dinu blieb dem Verein als Mitglied des Verwaltungsrates in der Rolle des administrator delegat erhalten. Im November 2007 war er zusammen mit Cornel Țălnar kurzzeitig als Nachfolger von Walter Zenga erneut Cheftrainer von Dinamo. Am 19. Juli 2011 erlitt Dino einen Herzinfarkt und wurde in den Spitalul Clinic de Urgențǎ Floreasca in Bukarest gebracht. Am 15. Dezember 2011 verstarb seine Frau, mit der er einen gemeinsamen Sohn hatte, an den Folgen des Diabetes mellitus.

## Erfolge

### Als Spieler
- WM-Teilnehmer: 1970
- Rumänischer Meister: 1971, 1973, 1975, 1977, 1982, 1983
- Rumänischer Pokalsieger: 1968, 1982
- Rumänischer Fußballer des Jahres: 1970, 1972, 1974

### Als Trainer
- Rumänischer Meister: 2000
- Rumänischer Pokalsieger: 2000, 2001
- Halbfinale im Europapokal der Landesmeister 1984 (als Co-Trainer)